# Шарль Фур'є
Франсуа́ Марі́ Шарль Фур'є́ (фр. François Marie Charles Fourier; 7 квітня 1772 — 10 жовтня 1837) — французький соціаліст-утопіст і філософ. В 1837 році Фур'є вперше застосував термін «фемінізм»; вже в 1808 році він заявляв, що розширення прав жінок є умовою соціального прогресу.

## Біографія

### Дитинство
Фур'є народився 7 квітня 1772 року в Безансоні в родині торговця одягом. До 12-13 років відвідував школу, але паралельно самостійно вивчав логіку, географію, фізику, математику тощо. Після смерті батька був змушений одразу ж після закінчення школи заробляти гроші торгівлею, хоча й робив кілька безуспішних спроб продовжити навчання. Працюючи прикажчиком, Фур'є змінив кількох господарів і відвідав Ліон, Руан, Марсель, Бордо, Париж. Їздив у Німеччину, Бельгію, Голландію.
В 1793 році Фур'є, будучи власником магазину колоніальних товарів, узяв участь у Ліонському повстанні. Його позбавили всього майна, двічі арештовували й ледве не розстріляли. Після декрету від 23 серпня 1793 року він був завербований до війська, в загін кінних єгерів. В 1795 році по хворобі звільнився й став прикажчиком у хлібного торговця в Марселі, а потім — біржовим маклером у Ліоні.
В цей час Фур'є захоплюється розробкою різноманітних проєктів і вдосконалень: він винайшов спрощену систему нотописання; придумав використовувати дерев'яні, а потім і залізні рейки; пише проєкт продовольства армії в новий спосіб; описує заходи щодо прискорення переходу військ з берегів Рейну в Італію; пише проєкт встановлення особливого класу маклерів.
Працюючи комівояжером, Фур'є звернув увагу на те, що яблуко в паризькому ресторані коштує в сто разів дорожче, ніж у Безансоні. З цього моменту він спрямував свої зусилля на розроблення проєкту «справедливого» соціального устрою.

### Становлення фур'єризму
В 1803 році Фур'є випускає невеликий політичний трактат «Континентальний триумвірат і вічний мир за тридцять років», в якому передбачав, що Австрія й Росія розділять між собою Пруссію, після чого Франція й Росія розділять Австрію й розпочнуть боротьбу за панування, яка завершиться, скоріш за все, перемогою Росії. Наполеонівська поліція звернула увагу на брошуру, але не стала чіпати її автора, який був далекий від політики.
В 1808 році вийшов перший великий твір Фур'є: «Теорія чотирьох рухів і загальних доль» (Théorie des quatre mouvements et des destinées générales. Prospectus et Annonce de la Découverte). Учень Фур'є Жюст Мюїрон дав йому гроші на видання в 1822 році двотомового «Трактату про домашню й землеробську асоціації» (Traité de l'Association domestique-agricole). В 1829 році виходить трактат «Новий промисловий і соцієтарний світ» (Le nouveau monde industriel et societaire), а в 1835 — двотомова збірка «Фальшива промисловість, роздроблена, відразлива, брехлива, і протиотрута — промисловість природна, злагоджена, приваблива».
Фур'є пропонував реалізувати його проєкт французькому уряду, але отримує стриману відповідь. Він розсилав свої трактати вченим, письменникам, державним діячам, але не знаходить серед них підтримки.
Водночас уже в середині 20-х років навколо Фур'є починає форумуватися коло учнів. Завдяки зусиллями Мюїрона, Кларіси Венуре та Віктора Консідерана, в 1832 році було створено перший фур'єристичний тижневик «La réforme industrielle ou le phalanstère» (Промислова реформа, або Фаланстер).
Багато колишніх сенсімоністів перейшли до лав фур'єристів, школа розрослась. Нове вчення приймали й заможні люди: член палати депутатів Боде-Дюларі відмовився від свого звання й заснував акціонерну компанію для утворення капіталу в 1 200 000 франків (мінімум, необхідний для заснування фаланстеру).

### Перші фаланстери
Відвівши для фаланстеру 500 гектарів землі в Конде-сюр-Вегре, фур'єристи збудували на цій території монументальні споруди, почали розводити екзотичні рослини, але експеримент закінчився провалом через нестачу коштів і непрактичність організаторів. Ця поразка майже розвалила школу, але Консідеран зміг вдихнути в цей рух друге дихання.
В 1836 році було засновано новий журнал «La Phalange, Journal de la Science Sociale» (Фаланга, журнал соціальної науки); в 1840-х роках він став виходити щоденно. Тоді ж почала виходити щоденна газета «Démocratie pacifique» (Мирна демократія). Фур'єристи поширили свій вплив на всю Європу й Америку. У школі були поети й художники, які складали сатиру на сучасне їм суспільство і змальовували сцени з життя фаланстерів. З 1845 по 1852 виходили також «Almanachs phalansté riens». В Лондоні фур'єристи випускали «The London Phalanx», в Америці — «Phalanx», а потім «Harbinger».
У Франції й Америці було здійснено до 40 спроб заснувати фаланстери, але жоден проєкт не проіснував більше 12 років, а більшість закривались через 3-5 років.
Помер Фур'є в Парижі в 1837 році. Ідеї «соцієтарної школи» продовжив популяризувати Консідеран. Послідовники Фур'є провели соціальний експеримент в США на знаменитій Брук-Фарм у Роксбері, штат Масачусетс.

## Вчення
Основним змістом праць Фур'є була ідея соціальної гармонії, можливої лише в суспільстві, побудованому на засадах справедливості й рівності. Він негативно ставився до революцій, які «грабують багатих, щоб збагатити інтриганів», але, на його думку, капіталізм, в основу якого покладено приватну власність, що породжує конкуренцію, анархію і соціальну нерівність, потребує обов'язкового реформування.

### Причини незадовільного стану суспільства
На думку Фур'є, причини ганебного стану сучасного суспільства в тому, що працює всього лише третина населення, тоді як інші або нічого не роблять, або руйнують. Таких «паразитів» він поділяє на три групи:
- домашніх (більшість жінок, майже всі діти та прислуга);
- соціальних (військові, половина фабрикантів, 9/10 купців, 2/3 агентів транспорту, збирачі податків);
- додаткових (адвокати, багатії, ув'язнені, хворі, повії, злодії, розбійники, жебраки).

Між тим, навіть одна третина населення могла би забезпечувати себе і всіх паразитів, якби її праця була правильно організована. Відсутність кооперації й незацікавленість робітника в своїй праці призводить до:
- марного витрачання праці (а отже, зменшення кількості потенційно вироблених продуктів);
- наявність у продажу поганих товарів, виробництво яких вимагає менше часу;
- відраза робітників до праці, незадоволеність своїм становищем і всім соціальним устроєм.

Крім того, суспільство протиставляє інтереси покупця і продавця, фабриканта і робітника, уряду і підданих. Особливо завзято Фур'є критикує торгівлю, яку детально вивчив зсередини.
Ще одна причина суспільних негараздів — розпуста. Через законодавство, яке забороняє розторгнення шлюбу, із усіх інтимних зв'язків лише 1/8 є подружніми, та й із цих 1/8 99 % подружніх пар порушують свої обов'язки, пише Фур'є. Він звертає увагу на процвітання подружньої зради, на пригнічене становище одруженої жінки та дітей.

### Фаланга

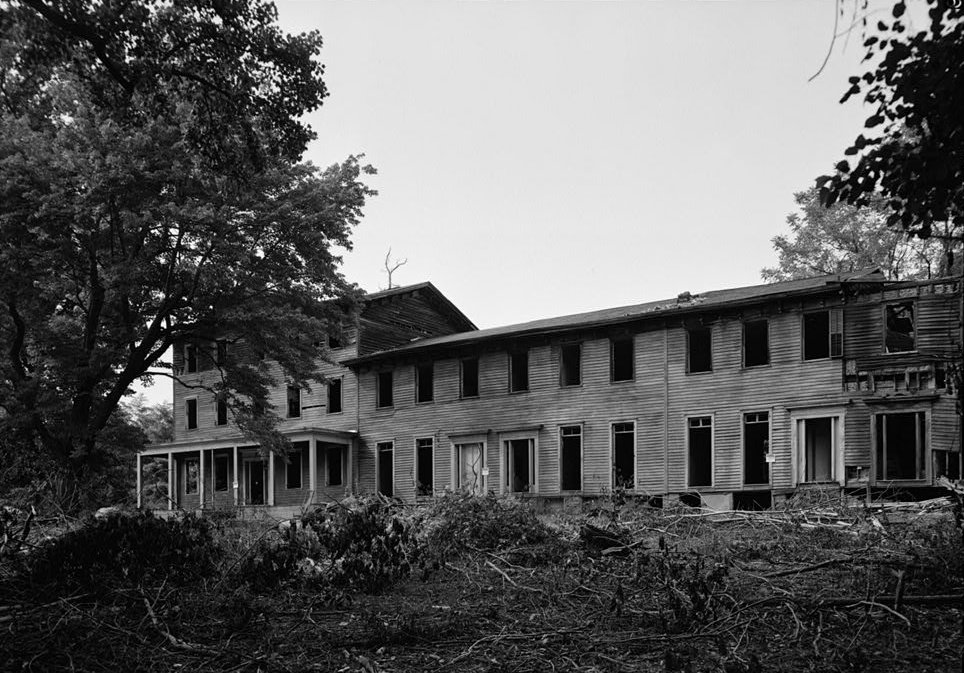
Північноамериканська фаланга збудована у Нью-Джерсі

Стрижнем ідеальної соціальної системи Фур'є вважав фалангу. Вона містить у собі ідею всезагального братства й ґрунтується на відповідності інтересів індивіда й колективу. Фаланга будується на сільськогосподарській основі, але передбачає взаємодію з промисловим виробництвом. При вільному прояві здібностей одна особистість доповнюється іншою, що є основою щастя всіх разом і кожного окремо. Праця в фалангах приваблива, тому що вона відповідає здібностям і схильностям кожного індивіда. Передбачалося, що члени фаланги можуть змінювати заняття, задовольняючи «інстинкти приємної мінливості».
Фур'є вважав, що 12 пристрастей, комбінуючись, утворюють 810 типів людського характеру, тому в ідеальній фаланзі повинно було проживати рівно 1620 осіб. В майбутньому утвориться шість мільйонів фаланг, керувати якими буде «омніарх», що житиме в Константинополі. Пізніше Фур'є замінив омніарха на Світовий конгрес фаланг.
Робітничі бригади створюються на основі взаємної любові. Кожна бригада в психологічному відношенні є «серією». До інших «серій» вона ставиться як до конкурентів, але без ворожості, властивої класовому суспільству.
В процесі різних занять людина може мати відчуття любові, суперництва або причетності до «кабалістичного» — загадкового, таємничого. Всі ці інстинкти, на думку Фур'є, слід вивільнювати, а не витісняти їх, як це відбувається в сучасному суспільстві, де вони перетворюються на руйнівні пристрасті.
Посеред фаланги стояв фаланстер — чотириповерховий квартирний будинок. Найбагатші займали в ньому верхні поверхи, а найбідніші жили внизу. Багатство ж визначалося тим, яку роботу виконує людина. Навіть якщо певне заняття не приносило задоволення людині, вона могла його обрати заради грошей.
Кожен у фаланзі, починаючи з 4,5—річного віку, є власником продуктів своєї праці. Він отримуватиме винагороду відповідно до кількості витраченої праці, до властивостей виконаної роботи, до свого таланту й обсягу вкладеного капіталу. Спільний прибуток фаланги поділяється на 12 частин. Чотири з них прийдуться на капітал, п'ять на працю, три на талант.
Особлива увага приділялась тим, чию сексуальну пристрасть не було задоволено. Від нещасного кохання повинні були вилікувати спеціальні «феї». Вилікуваний міг ознайомитися з каталогом жителів фаланги відповідно до типу характеру й обрати собі сексуального партнера. Фур'є також захищав гомосексуальність як особистий вибір деяких осіб.
Керувати фалангою повинен ареопаг із наймудріших і найдосвідченіших осіб: вони видають поради, яким, втім, окремі бригади можуть й не слідувати.